# Schloss Wartenberg

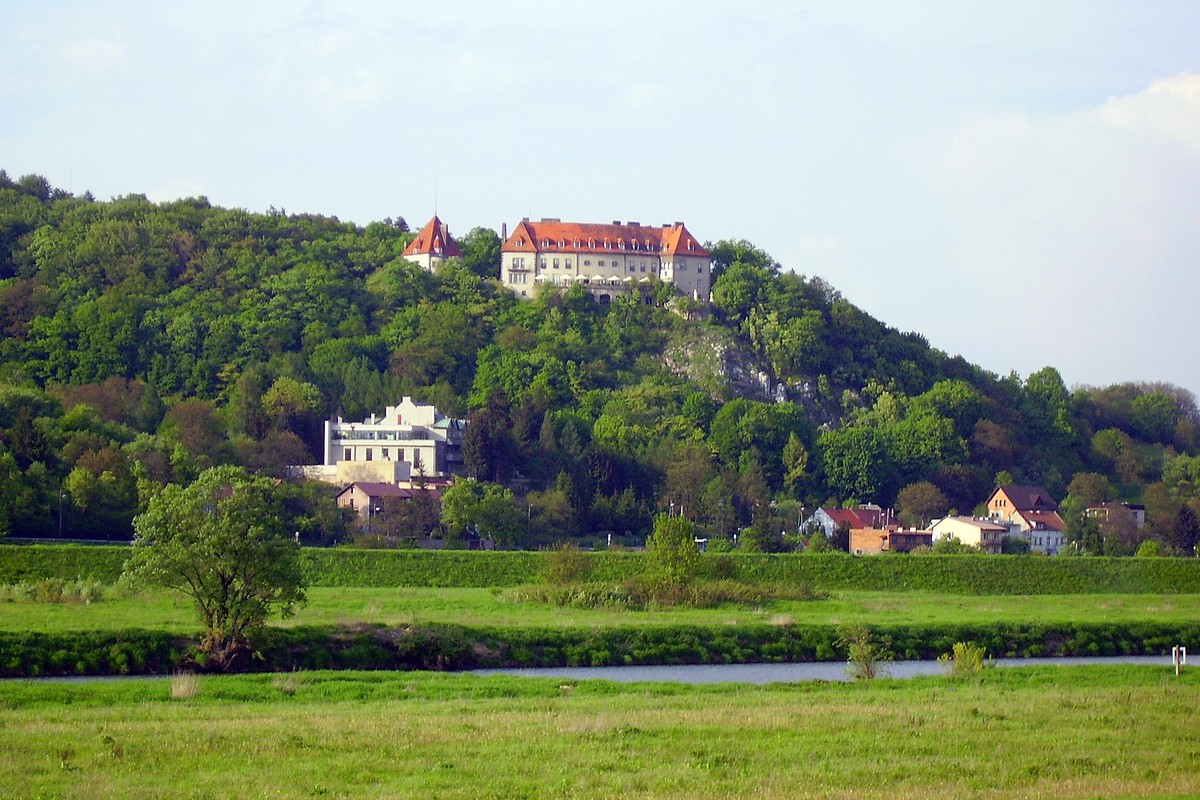
Blick vom Weichseltal

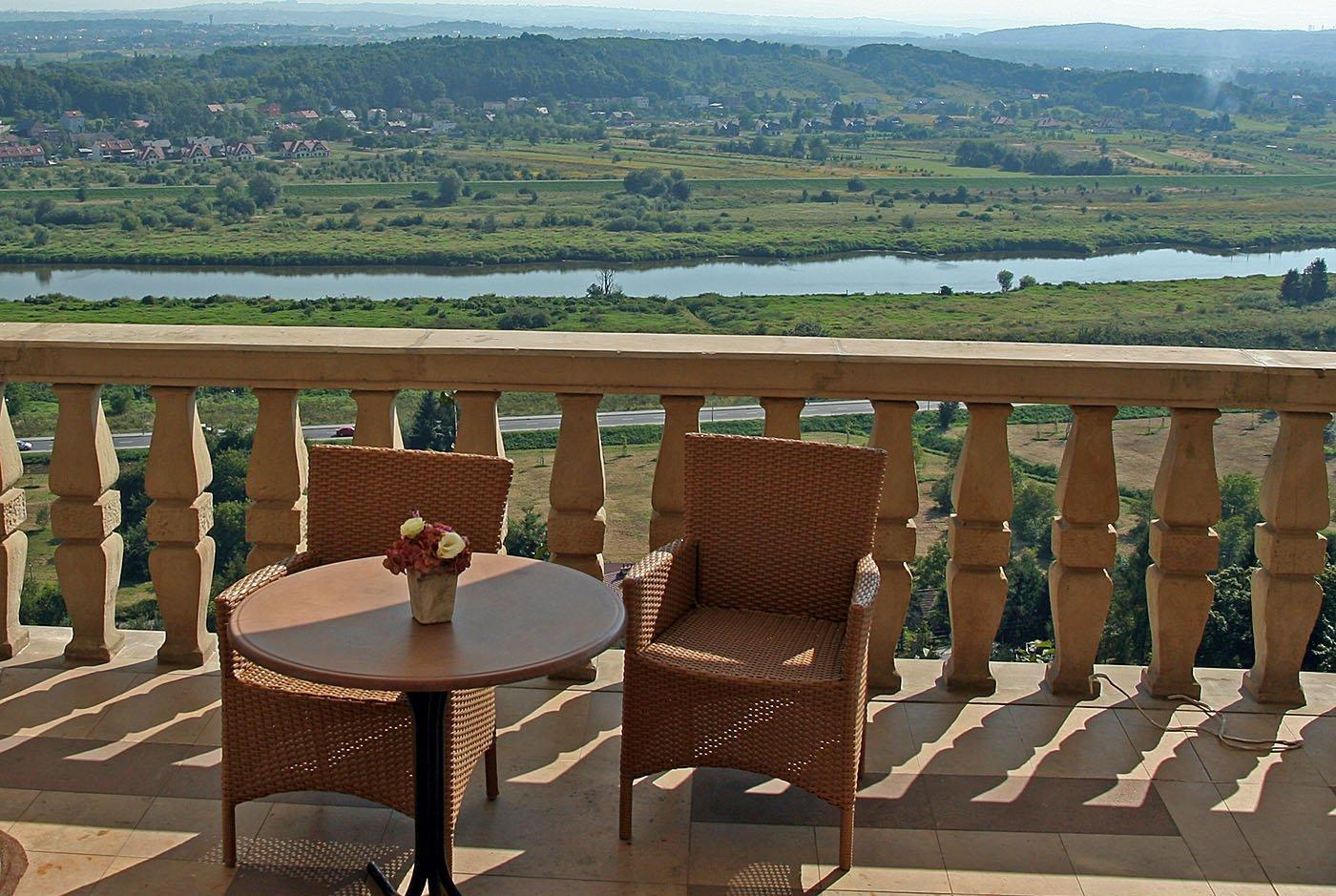
Blick aufs Weichseltal

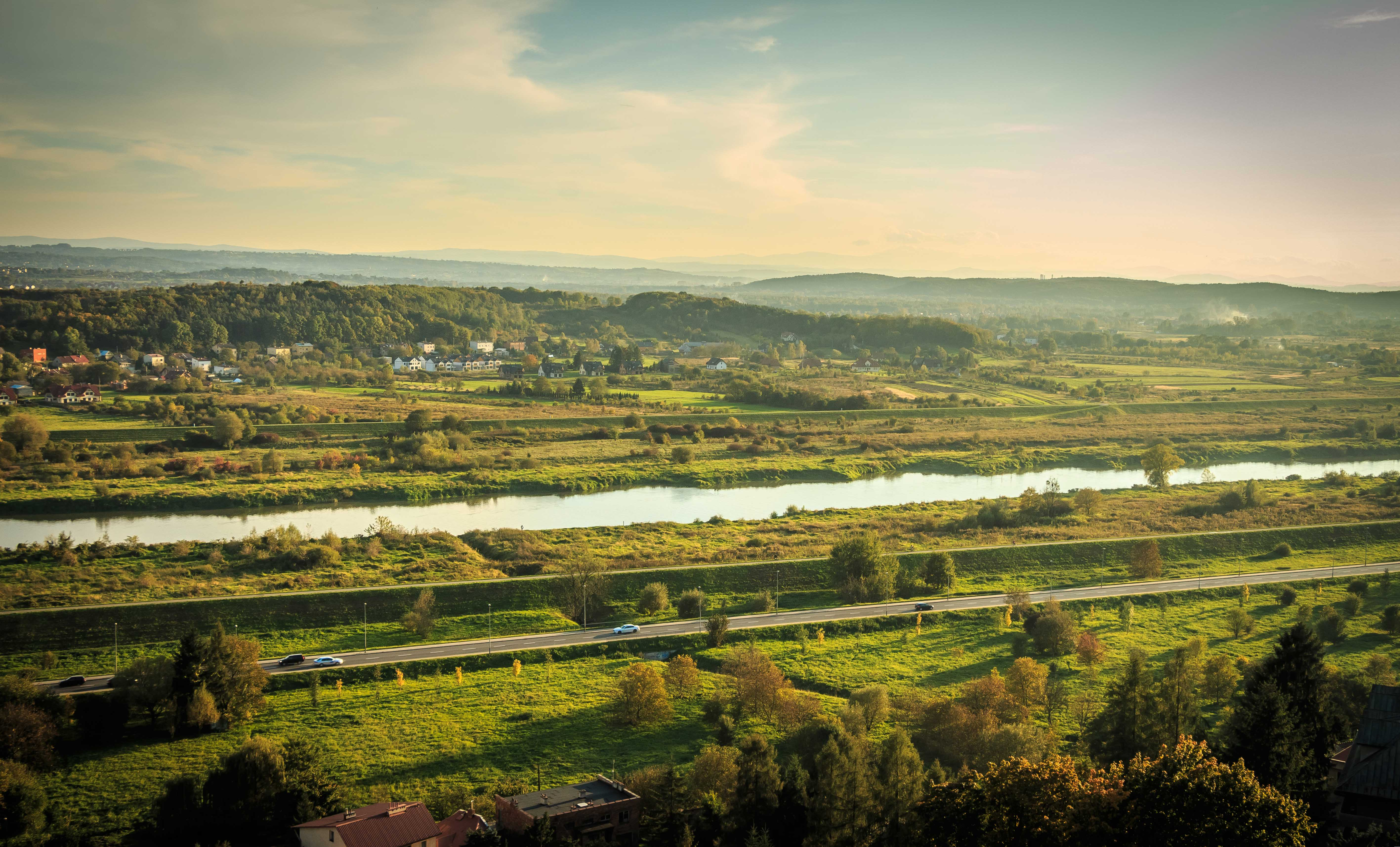
Blick aufs Weichseltal

Die Schloss Wartenberg (polnisch Zamek w Przegorzałach) in Krakau ist ein Schloss an der Ulica Jodłowa 13 am Wolski-Wald im Stadtteil Przegorzały.

## Geschichte
Auf dem zuvor von dem Kamaldulenserkloster erworbenen Przegorzały-Felsen errichtete Adolf Szyszko-Bohusz in den Jahren von 1928 bis 1929 die Villa Baszta. Die Villa wurde 1940 von den deutschen Besatzern beschlagnahmt und vom Distriktsgouverneur Otto Wächter bezogen. Wächter ließ überdies das Schloss Wartenberg von Szyszko-Bohusz entwerfen, das von 1942 bis 1943 neben der Villa entstand, wurde allerdings 1942 vor Fertigstellung nach Lemberg versetzt und das Gebäude stand zunächst leer. Generalgouverneur Hans Frank machte Heinrich Himmler das Schloss bei dessen Besuch in Krakau 1943 zum Geschenk, der es zu einem Sanatorium für die SS und Offiziere der Luftwaffe bestimmte. Das Schloss sollte mit dem Weichsel-Tal mit einer Seilbahn verbunden werden, was nicht realisiert wurde. Das Schloss wurde Ende 1944 als Lazarett genutzt. Am 18. Januar 1945 wurde es von der Roten Armee besetzt. Das Gebäude wird derzeit von der Jagiellonen-Universität genutzt. Die unteren Geschosse werden an Gastronomiebetriebe (Restaurants, Cafés) verpachtet.

## Lage
Der Blick von dem Schloss nach Süden reicht bis an die Tatra und das Massiv der Babia Góra.
Unterhalb des Schlosses befindet sich das Naturreservat Skałki Przegorzalskie. Oberhalb des Schlosses befindet sich das Gästehaus der Jagiellonen-Universität.